# Saïdi Ntibazonkiza
Saïdi Ntibazonkiza (* 1. května 1987, Bujumbura, Burundi) je fotbalový záložník a reprezentant Burundi, který je v současné době hráčem tureckého klubu Akhisar Belediyespor.

## Klubová kariéra
S fotbalem začal v burundském klubu Vital'O FC. V roce 2005 odešel do Nizozemska, kde zažádal o azyl. Nejbližším fotbalovým klubem byl NEC Nijmegen, zde Ntibazonkiza začal trénovat v mládežnickém týmu. Zástupci klubu v něm spatřili potenciál a podepsali s ním smlouvu. V sezóně 2006/07 dostal příležitost v A-mužstvu, debutoval 18. listopadu 2006 v utkání Eredivisie proti Spartě Rotterdam (prohra 1:2, nastoupil do druhého poločasu). V lednu 2009 prodloužil s NEC Nijmegen smlouvu. V dresu NEC odehrál celkem 63 ligových zápasů a vstřelil 10 branek.
V červenci 2010 přestoupil za 700 000 eur do polského klubu Cracovia.

V létě 2014 odešel do tureckého týmu Akhisar Belediyespor, kde podepsal dvouletý kontrakt.

## Reprezentační kariéra
9. října 2010 debutoval v A-mužstvu Burundi v kvalifikačním zápase na Africký pohár národů 2012 proti hostujícímu týmu Pobřeží slonoviny, který skončil porážkou Burundi 0:1. Ntibazonkiza odehrál kompletní střetnutí. První gól vstřelil v téže kvalifikaci v zápase s Rwandou 5. června 2011, přispěl tak k domácí výhře 3:1.

### Reprezentační góly
Góly Saïdi Ntibazonkizy za A-mužstvo Burundi
| 010                       | 5. 6. 2011 | Bujumbura, Burundi | Rwanda | 02:1 0(53.) | 3:1 | Kvalifikace na APN 2012 |
| Platí k 1. listopadu 2013 |            |                    |        |             |     |                         |